# Orde van de Heilige Lodewijk

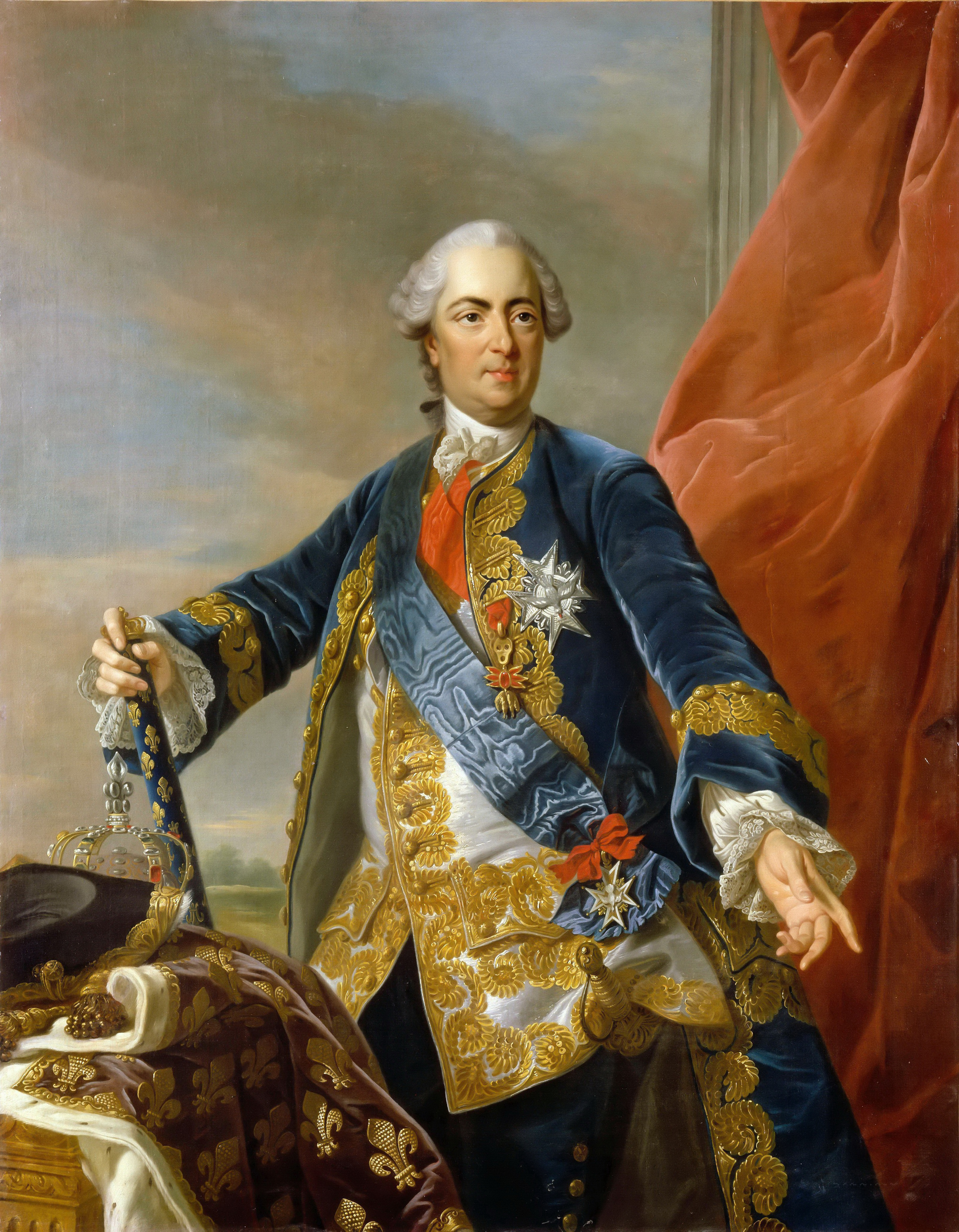
De Franse Koning Lodewijk XV combineert de linten van de Orden van de Heilige Geest en de Heilige Lodewijk

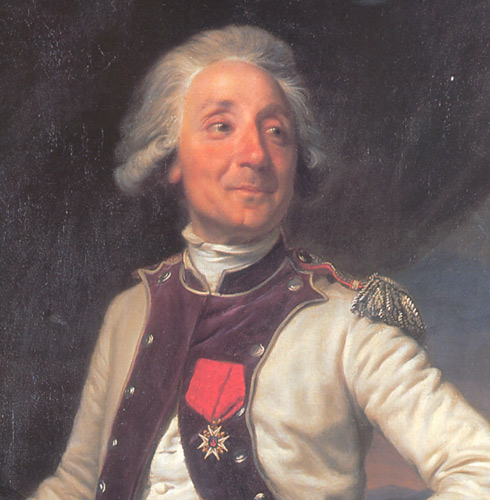
Jean-Baptiste Symon de Solémy draagt op dit portret zijn onderscheiding in de Orde van de Heilige Lodewijk

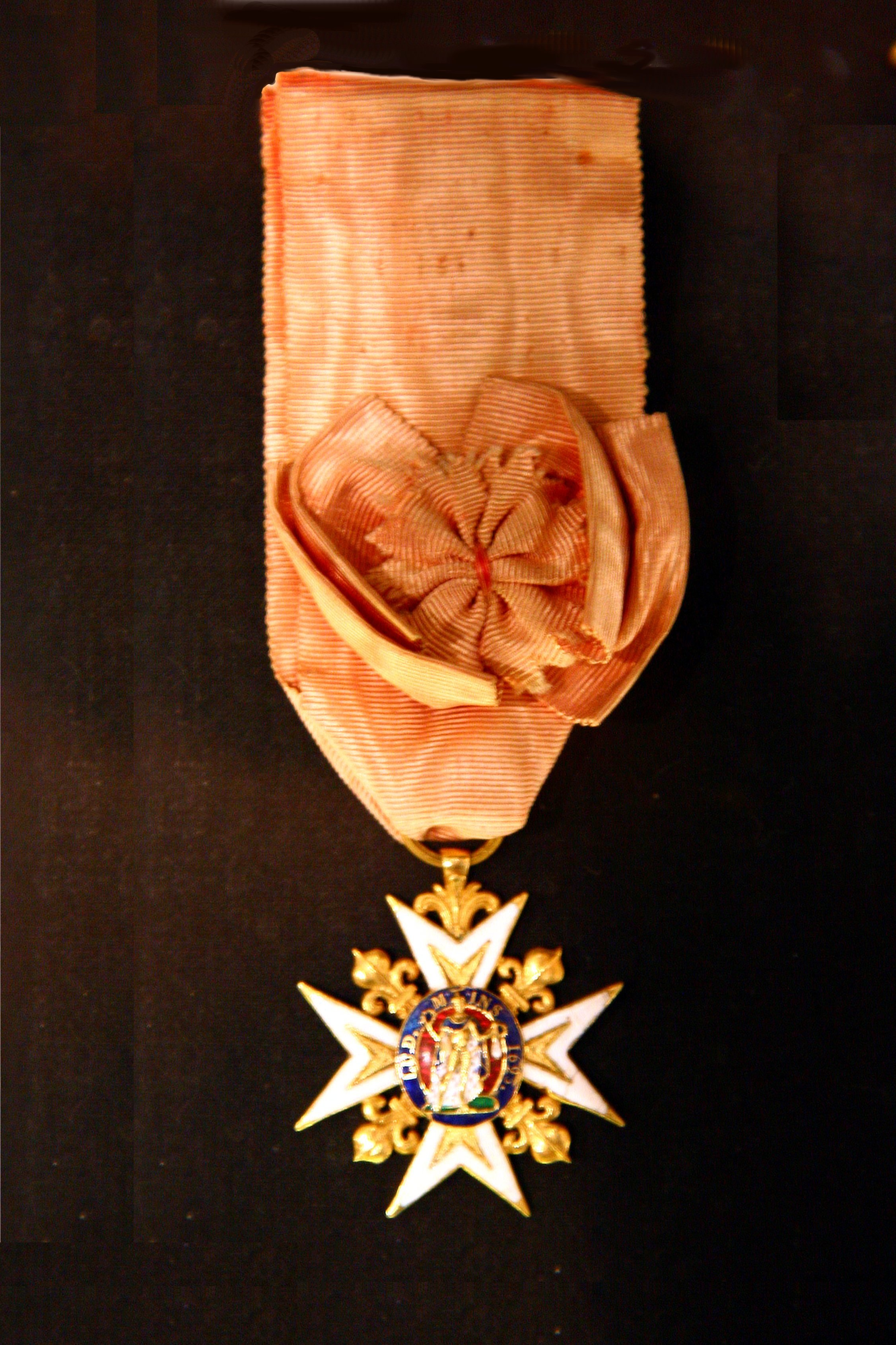
Het kruis van een Ridder in deze Orde

De Koninklijke en Militaire Orde van de Heilige Lodewijk (Frans: "L’Ordre de Saint-Louis") was een Franse ridderorde die op 5 april 1693 door koning Lodewijk XIV als een Militaire Orde van Verdienste werd gesticht ter ere van zijn voorvader, de heilig verklaarde koning Lodewijk IX.
 De orde was bestemd voor leger én marine. Anders dan bij de andere orden van de Franse koning was er een hiërarchie, een onbeperkt aantal ridders, vierentwintig Commandeurs en twaalf Grootkruisen. De orde was de eerste Europese Orde van Verdienste. Tussen 1693 en 1993 zullen er ongeveer 18000 ridders zijn geweest. De kruisen van de orde zijn desondanks schaars en kostbaar; zij moesten na de dood van een ridder aan de schatmeester van de orde worden teruggestuurd. Vaak waren ze beschadigd omdat het emaille kwetsbaar is en men de medailles in de 17e en 18e eeuw dagelijks droeg.

## Geschiedenis van de orde
De koning heeft door het stichten van deze orde de plannen van zijn voorgangers Hendrik III en Lodewijk XIII uitgevoerd. Deze koningen stichtten in 1589 een Orde van de Christelijke Barmhartigheid en in 1633 een Commende van de Heilige Lodewijk met het doel oorlogsinvaliden te verzorgen.

De Ridders in deze Orde waren door hun benoeming ook in de adelstand verheven en zo gaf de orde dappere en verdienstelijke niet-adellijke officieren de mogelijkheid om hun sociale positie te verbeteren. In het Ordereglement stond immers dat de orde alleen voor "dapperheid, verdienste en trouwe dienst" werd verleend. De zeer prestigieuze Orde van de Heilige Geest werd in die tijd ook aan minnaars, familieleden van ministers en andere hovelingen verleend waarvan de verdiensten niet maar de adeldom wél telde.
De Zonnekoning bouwde in Parijs een reusachtig "Hotel des Invalides" voor de vele gewonden uit zijn oorlogen en stichtte een Orde met 24 Grootkruisen, 8 Commandeurs en een onbeperkt aantal Ridders. De orde liet alleen katholieken toe. Daarom stichtte Lodewijk XV voor de protestantse officieren in Franse dienst een Orde van Militaire Verdienste (Frankrijk) (Frans: "Mérite Militaire").
De eerste ridders waren de op 8 mei 1693 benoemde dauphin, de hertog van Orléans, de hertog van Chartres, de prins van Conti en maarschalk de Bellefonds. Zij moesten voor de koning knielen en een eed van trouw afleggen. Het werd gebruikelijk dat de prinsen van den Bloede na hun eerste veldtocht in de orde werden opgenomen. De koning was de soeverein en grootmeester van de orde maar had niet het alleenrecht op benoemingen van ridders, ook de dauphin, de admiraal, de maarschalken en de generaal van de galeien waren daartoe gerechtigd.
Een officier kon tot commandeur in de orde worden benoemd maar de grootkruisen werden uit de commandeurs gekozen. Lodewijk XIV benoemde tijdens zijn regering 2000 ridders. Aan de orde waren pensioenen verbonden; grootkruisen ontvingen ieder jaar 6000 livres, commandeurs ontvingen 3000 livres en 128 ridders kregen een pensioen dat tussen de 800 en 2000 livres uitkeerde. Nadat de dotatie aan de orde in 1719 was verhoogd steeg ook het aantal gepensioneerde ridders tot 221. In 1828 berekende men dat in de loop der jaren 1048 militairen een pensioen hadden ontvangen.
In 1719 verving de regent de drie officieren die de orde bestuurden door vijftien erfelijke bestuurders die als grootofficieren (drie bestuurders), commandeurs (vier bestuurders) en officieren (negen bestuurders) ook het recht bezaten om respectievelijk de grootkruisen, commandeurskruisen en ridderkruisen te dragen. Aan deze misstand, het erfelijk benoemen van Ridders was in strijd met de uitgangspunten van een Orde van Verdienste en dapperheid, werd in 1779 door Lodewijk XVI een einde gemaakt.

## De orde in de Franse Revolutie
Op 1 januari 1791 besloot de Conventie, het revolutionaire Franse parlement, dat de Orde van de Heilige Lodewijk en de Orde van Militaire Verdienste samen te voegen tot de Militaire Decoratie (Frans: "Décoration Militaire").
In september van dat jaar werd besloten dat deze onderscheiding ook aan protestanten zou worden verleend. De 5424 dragers van deze onderscheiding, in vorm gelijk aan de Orde van de Heilige Lodewijk, verloren door de wet van 15 oktober 1792 die alle orden afschafte hun onderscheiding.
In de opstandige Vendée en aan de fronten van de landen die het revolutionaire Frankrijk bevochten werden door de Franse koning in ballingschap desondanks 4418 ridders in de Orde van de Heilige Lodewijk benoemd.
Napoleon I merkte op dat de ambitie om de Orde van de Heilige Lodewijk te verwerven de officieren zoveel enthousiasme gaf dat "het Franse leger zonder een dergelijk vooruitzicht geen oorlogen had kunnen voeren". De orde stond dan ook model voor zijn Legioen van Eer.
Het is geen toeval dat beide onderscheidingen aan een rood lint worden gedragen.

## De orde na de val van Napoleon
Na de restauratie van de Bourbons bepaalde deze koning op 16 november 1816 dat de Orde van de Heilige Lodewijk een nieuwe rol zou krijgen en hij verleende niet minder dan 12000 kruisen in de vergeefs gebleken hoop daarmee het door Napoleon I gestichte Legioen van Eer te verdringen.
De koning maakte alle maarschalken van Frankrijk tot ridder in deze Orde en kondigde aan dat officieren met 24 dienstjaren, dat hield dus in dat zij dienst konden hebben genomen in het revolutionaire leger van 1792, recht op de Orde van de Heilige Lodewijk hadden.
De juli-revolutie van 1830 maakte een einde aan de Bourbon monarchie en aan de 137 jaar oude Orde. De ridders werd gevraagd om de orde met de gehate lelies van de Bourbons niet meer te dragen. In een aantal gevallen werden de lelies van de kruisen verwijderd. In het tweede keizerrijk zag men weer oude officieren met de Orde van de Heilige Lodewijk op hun borst.
Het draagteken van de ridders was een gouden kruis met daarop de gekroonde heilige Lodewijk in een gouden harnas. Zoals in die tijd gebruikelijk droegen de ridders,er waren geen vrouwelijke leden, hun ordeteken iedere dag.
Ackermann vermeldt deze ridderorde als een historische orde van Frankrijk.

## Draagwijze
De Orde werd als volgt gedragen:
- ridders (chevaliers) droegen een kruis aan een lint op de linkerborst.
- commandeurs droegen een kruis aan een grootlint.
- grootkruisen (Grand-Croix) droegen een geborduurde ster en een kruis aan een grootlint

Wanneer zij ook ridders in de Orde van de Heilige Geest waren droegen zij hun Kruis van de Heilige Lodewijk aan een rood lintje onder het kleinood van deze Orde op hun linkerheup. Ook een blauw lint van de Orde van de Heilige Geest met een rode strik op de heup komt op portretten voor.